# Monte Cosse (Are)
O Monte Cosse (em turco: Kösedağ) ou Sucavete (em armênio: Սուկավետ; romaniz.: Sukavet) é uma montanha de origem vulcânica localizada no distrito de Elesquirte, na província de Are, na Turquia. Com 3 424 metros de altitude, seu pico é cônico e se assemelha ao Pequeno Ararate. Sua vegetação é pobre. No sopé do monte há marcas avermelhadas naturais que lendas locais alegam ser de cabeças decepadas de santos martirizados.